# Classe de isolamento
O nível de proteção contra choque elétrico de qualquer equipamento elétrico é classificado pela norma internacional IEC 61140 (Protection against electric shock - Common aspects for installation and equipment). Ele é usado para diferenciar os diferentes métodos/tipos de conexão entre a proteção do equipamento e a terra.Os níveis são separados por classes, a saber:

## Classe 0
Não existe condutores de proteção (PE) fazendo a conexão entre a terra e as partes metálicas do equipamento/aparelho elétrico. A proteção contra choques elétricos é dada pela própria isolação do equipamento/aparelho elétrico, como podemos citar os eletrodomésticos (ventiladores, televisores, rádios portáteis, etc.)
Em muitos países, a venda de produtos classificados na Classe 0 é proibida atualmente, pois uma simples falta pode causar um choque elétrico ou danos materiais. A IEC (International Electrotechnical Commission) está em processo de remover de seus padrões o uso da classe 0 por parte dos equipamentos elétricos. Espera-se que o conceito de Classe 0 desapareça, dando lugar a produtos contendo proteção de Classe II.

## Classe I

Símbolo da Classe I

Para essa classe, o chassis do equipamento/aparelho elétrico deve ser conectado à terra utilizando um condutor de proteção (PE) identificado pela cor verde ou verde/amarela.
Uma falha no isolamento do dispositivo que cause um contato elétrico entre um condutor vivo e o chassis do equipamento irá gerar uma corrente elétrica que irá passar através do condutor de proteção (PE). Essa corrente de falha deve passar também por um dispositivo de proteção contra sobrecarga (fusíveis ou disjuntores) ou um DR (dispositivo a corrente diferencial-residual) que irá cortar o fornecimento de energia elétrica ao dispositivo.

## Classe II

Símbolo da Classe II

Um equipamento/aparelho Classe II  ou de "isolamento dupla" é um dispositivo concebido para não necessitar o uso de um condutor de proteção (PE) ligado para à terra.
A exigência básica é que qualquer simples falha não cause perigosas tensões elétricas expostas nos equipamentos/aparelhos elétricos (as quais podem causar choques elétricos), sem a necessidade de um condutor (PE) ligado à terra.
Isso é geralmente realizado utilizando, no mínimo, duas camadas de material isolante nas partes "vivas" (energizadas) dos equipamentos/aparelhos elétricos, sendo também possível a utilização de isolamento reforçado.
Na Europa, um equipamento de duplo isolamento deve possuir a informação "Classe II", "isolação dupla" ou possuir o símbolo de duplo isolamento (um quadrado dentro de outro quadrado).

## Classe III

Símbolo da Classe III

Equipamentos/aparelhos contendo isolamento Classe III são dispositivos alimentados com extra-baixa tensão. A alimentação desses dispositivos é baixa o suficiente (sob condições normais de uso) que uma pessoa pode entrar em contato com uma parte "viva" de maneira segura e sem risco de choques elétricos, como por exemplo, na iluminação de piscinas.
Proteções extras exigidas nas Classes I e II não são requeridas. Porém, para dispositivos médicos-hospitalares, não consideram dispositivos de Classe III contendo proteção suficiente para tais aplicações.